# Maya Kamaty
Maya Kamaty, née le 26 septembre 1985 à Sainte-Clotilde (La Réunion), est une chanteuse réunionnaise, auteure-compositrice-interprète d'électro pop maloya.

## Biographie
Née le 26 septembre 1985 à Sainte-Clotilde, sur l'île de la Réunion, Maya Kamaty Pounia est la fille de Gilbert Pounia, leader du groupe Ziskakan, et de la conteuse Annie Grondin. Ayant grandi dans un milieu artistique militant, formée au Conservatoire de musique de La Réunion, elle s'éloigne à l'adolescence de la musique traditionnelle réunionnaise. C'est en faisant ses études à Montpellier, en médiation culturelle et communication, qu'elle prend conscience de son identité réunionnaise. Elle rejoint le groupe Grèn Sémé composé d'étudiants réunionnais. L'expérience au sein de ce groupe en tant que chanteuse lui donne confiance et elle se met à composer naturellement des chansons en créole réunionnais. Diplôme en poche, elle revient ensuite à La Réunion pour travailler dans la production musicale locale, elle collabore et manage le groupe de son père, Ziskakan.
En 2012 elle décide de fonder son propre groupe avec deux « dalons » (amis), Moana Apo et Stéphane Lépinay, et donne ses deux premiers prénoms au groupe, Maya Kamaty. Invitée à se produire au Sakifo Musik Festival en 2012, elle décide de devenir artiste professionnelle.
En 2013 elle est lauréate du prix Musiques de l'océan Indien, ce qui lui permet de partir en tournée (festival Musiques métisses d'Angoulême, Nuits de Fourvière, Afrique du Sud...). Elle reçoit aussi le prix Alain Péters lors du Sakifo 2013. Elle est nommée artiste coup de cœur de l'Académie Charles-Cros en 2015.
Son premier album, Santié Papang, sorti en 2014, est composé de ballades inspirées de la vie de tous les jours. Il fait la part belle aux instruments traditionnels du maloya, kayamb, roulèr, triangle sur des notes folk apportées par la guitare ou le ukulélé. L'influence des poètes chanteurs réunionnais tels que Alain Péters, Danyèl Waro y est sensible. À l'exception de deux chansons en français l'album est écrit en créole réunionnais.
Elle amorce une direction plus électro dans son 2e album Pandiyé (« suspendu » en créole) en 2019, grâce à la brésilienne Flavia Coelho et son producteur Victor Vagh. Les critiques lui trouvent des influences de Björk, elle cite aussi Agnes Obel, Susheela Raman et définit cet album comme de la musique créole électro-pop que l'industrie musicale peine à classer.
En parallèle elle rejoint en 2016 un chœur féminin créole, Les Bringelles, composée de Marie Lanfroy, Magali Ines, Mélanie Bourire qui se produit tout d'abord dans le café concert familial le Zinzin à Grand Bois. Et en 2020 naît un projet avec le groupe vocal languedocien La Mal Coiffée, un spectacle mêlant voix, instruments différents, créole et occitan.
Maya Kamaty s'est produite aux Francofolies de La Réunion en mars 2020.
Le 8 mars 2022, à l’occasion de la journée internationale des femmes, elle publie le morceau Meute, avec une vingtaine d’artistes réunionnaises, pour porter la voix des femmes, à travers un texte écrit avec Marie Lanfroy, du groupe Saodaj : « Elles arrivent de partout et font trembler les loups » chantent-elles.
En juin 2024 elle apparait dans Cari VIP, une série documentaire diffusée sur Canal+ Réunion dans laquelle elle se livre sur ses débuts dans la musique.

## Discographie

### Singles
- 2016 : Mazine